# Xã Vega, Quận Marshall, Minnesota
Xã Vega (tiếng Anh: Vega Township) là một xã thuộc quận Marshall, tiểu bang Minnesota, Hoa Kỳ. Năm 2010, dân số của xã này là 125 người.